# Ilmārs Atis Lejiņš

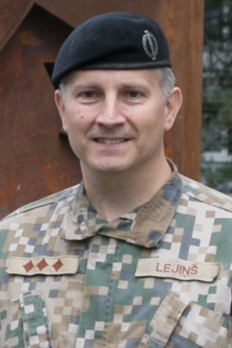
Ilmārs A. Lejiņš (2017)

Ilmārs Atis Lejiņš (* 19. März 1971) ist ein Offizier der lettischen Streitkräfte im Range eines Brigadegenerals. Seit Juni 2025 ist er stellvertretender Befehlshaber der Multinational Division North.

## Leben
Ilmārs Atis Lejiņš wurde 1971 in den Vereinigten Staaten von Amerika als Sohn einer lettischen Exilfamilie geboren. Er wuchs in Schweden auf und studierte in Deutschland, bevor er im Rahmen der Wiedererlangung der staatlichen Unabhängigkeit nach Lettland zurückkehrte.

### Militärische Laufbahn
In den 1990er Jahren schloss sich Lejiņš den im Wiederaufbau befindlichen lettischen Streitkräften an und absolvierte 1996 eine schwedische Militärakademie. In den nächsten Jahren diente er beim lettischen Heer in verschiedenen Positionen im In- und Ausland. Zudem besuchte er Aus- und Weiterbildungen in Schweden und Großbritannien.
Im Jahr 2005 übernahm er das Kommando über das 2. Infanteriebataillon des lettischen Heeres. Zwischen 2007 und 2013 diente er im Hauptquartier der Streitkräfte. Von 2013 bis 2016 war er im NATO-Hauptquartier in den Niederlanden und von 2016 bis 2018 als Kommandant der lettischen Infanteriebrigade eingesetzt. Anschließend besuchte er eine Weiterbildung am Baltic Defence College und wurde am 4. Juli 2019 zum Brigadegeneral befördert. In der Folgezeit fand er beim Allied Command Transformation in Norfolk Verwendung. Im Juni 2025 wurde er zum stellvertretenden Befehlshaber der Multinational Division North ernannt. Hier folgte er, wie schon bei seiner Ernennung zum Befehlshaber der lettischen Infanteriebrigade, auf Sandris Gaugers.